# Chrysotachina willistoni
Chrysotachina willistoni là một loài ruồi trong họ Tachinidae.